# Macrotrachela festinans
Macrotrachela festinans är en hjuldjursart som beskrevs av Donner 1949. Macrotrachela festinans ingår i släktet Macrotrachela och familjen Philodinidae. Inga underarter finns listade i Catalogue of Life.